# Ole Edvart Rølvaag
Ole Edvart Rølvaag (Rølvåg en noruego moderno,  o Rolvaag; 22 de abril de 1876 – 5 de noviembre de 1931) fue un novelista y profesor noruego-norteamericano que alcanzó reconocimiento por sus obras sobre la experiencia migratoria de noruegos a Estados Unidos. Por lo general se asocia a Ole Rolvaag con su novela Gigantes en la Tierra, por la que recibió numerosos premios y reconocimientos, que trata de los avatares vividos por una familia de colonos noruegos que se asientan en el Territorio de Dakota.

## Biografía
Rølvaag nació en una pequeña villa de pescadores en la isla de Dønna, en el condado de Nordland Noruega. Dønna, es una de las mayores islas en la costa norte de Noruega, se encuentra sobre el círculo polar ártico. Su nombre de nacimiento fue Ole Edvart Pedersen, uno de los siete hijos de Peder Benjamin Jakobsen y Ellerine Pedersdatter Vaag. A la edad de 14 años Rølvaag comenzó a trabajar junto con su padre y sus hermanos pescando en la zona de  Lofoten. Rølvaag vivió allí hasta los 20 años, y las experiencias vividas durante su niñez y juventud allí lo acompañaron toda su vida.
En el verano de 1896 un tío suyo que había emigrado a Estados Unidos le envió un pasaje a Estados Unidos, Ole viajó y se estableció en Union County, Dakota del Sur para ganarse la vida como  trabajador agrícola. Se estableció en Elk Point, Dakota del Sur, trabajando en labores campestres hasta 1898. Con ayuda de su pastor, Rølvaag concurrió a la Academia Augustana en Canton, Dakota del Sur donde se graduó en 1901. En 1905 obtuvo su título de Bachiller en el St. Olaf College en Northfield, Minnesota, y un título máster de la misma institución en 1910. También cursó estudios en la Universidad de Oslo.
Rolvaag falleció el 5 de noviembre de 1931 en Northfield, Minnesota.

## Carrera
En 1906, Rølvaag fue contratado como profesor por John N. Kildahl que era el presidente del St. Olaf College. En 1916 Rølvaag fue designado jefe del Departamento Noruego en el St. Olaf College. En 1925, Rolvaag fue nombrado el primer secretario y archivista de la Asociación Histórica Noruego-Norteamericana, cargos que conserva toda su vida. En 1926 Rølvaag fue distinguido con la Orden de San Olaf por el rey Haakon VII.

## Estilo literario y temas
Ole Rølvaag escribía en noruego, sin embargo sus novelas poseen un característico tono y temática norteamericana. Rolvaag estuvo muy influenciado por escritores noruego-norteamericanos previos, que escribiendo en idioma noruego, habían descrito con fidelidad las experiencias de muchos pioneros inmigrantes noruegos. En este sentido fue muy influido por Hans Andersen Foss y Peer Stromme, quienes habían escrito novelas que mostraban aspectos cotidianos de la experiencia como pioneros en la zona oeste de Estados Unidos. Los Emigrantes del escritor noruego Johan Bojer, que fue publicada en 1925, trata sobre temas similares. A su vez Rølvaag influyó de manera determinante en varios escritores noruegos que siguieron sus pasos. Rølvaag atrajo varios jóvenes escritores talentosos de raíz noruega al St. Olaf College, entre ellos Einar Haugen. Las novelas que Vilhelm Moberg escribió varias décadas después relatan la experiencia de los inmigrantes sueco-norteamericanos.

## Gigantes en la Tierra
La producción como escritor de Rølvaag se concentró principalmente en las andanzas de los pioneros en las planicies de Dakota durante la década de 1870s. Su obra más famosa es la novela Gigantes en la Tierra (Noruego: Verdens Grøde), la cual forma parte de una trilogía. En la misma cuenta la historia de una familia de pioneros noruegos que luchan contra la tierra y los elementos en el Territorio de Dakota, mientras intentan forjarse un porvenir en América.  El libro se encuentra en parte basado en las vivencias del propio Rolvaag como colono y las experiencias vividas por la familia de su esposa quienes también habían sido pioneros inmigrantes. En un tono realista la novela cuenta las vidas y vicisitudes de los pioneros noruegos en el  Medio Oeste, enfatizando las batallas contra las dificultades y los elementos. El libro también trata temas como la soledad, la separación de la familia, la añoranza por la tierra dejada y las dificultades de insertarse en una nueva cultura.
La novela fue originalmente escrita en noruego. La novela se entronca en la tradición norteamericana aunque posee elementos propios de la tradición literaria del Viejo Mundo. Se presenta un marcado contraste dramático entre los personajes de Per Hansa y su esposa Beret.  Per es un pionero que ve promesas de prosperidad en las planicies barridas por el viento. Beret añora los usos y costumbres de su tierra natal y en su corazón anida la soledad, que se entrelaza con la dura realidad de la vida como pionera en la frontera americana.
Gigantes en la Tierra sirvió como base para una opera obra de Douglas Moore y Arnold Sundgaard; la misma ganó en 1951 el Premio Pulitzer de Música.

## Obras seleccionadas
- Amerika-breve fra P.A. Smevik til hans far og bror i Norge – Cartas Americanas (1912)
- Paa Glemte Veie – Sobre los senderos olvidados (1914)
- To Tullinger: Et Billede frå idag – Dos Tontos: un Retrato de Nuestros Tiempos (1920)
- Længselens Baat – The Boat of Longing (1921)
- Omkring fædrearven – Sobre nuestras raíces (1922)
- I de Dage – En aquellos días (1923)
- Riket Grundlægges – Fundación del Reino (1924)

Los siguientes tres libros forman una trilogía:
- Gigantes en la Tierra (versión combinada de I de Dage y Riket Grundlægges – traducida al inglés y publicada en 1927)
- Peder Seier – Peder Victorious (traducida al inglés en 1929)
- Den Signede Dag – Their Father's God (traducida al inglés en 1931)

Últimas obras:
- Pure Gold (traducida al inglés en 1930)
- The Boat of Longing (1933)